# İsmihan Sultan

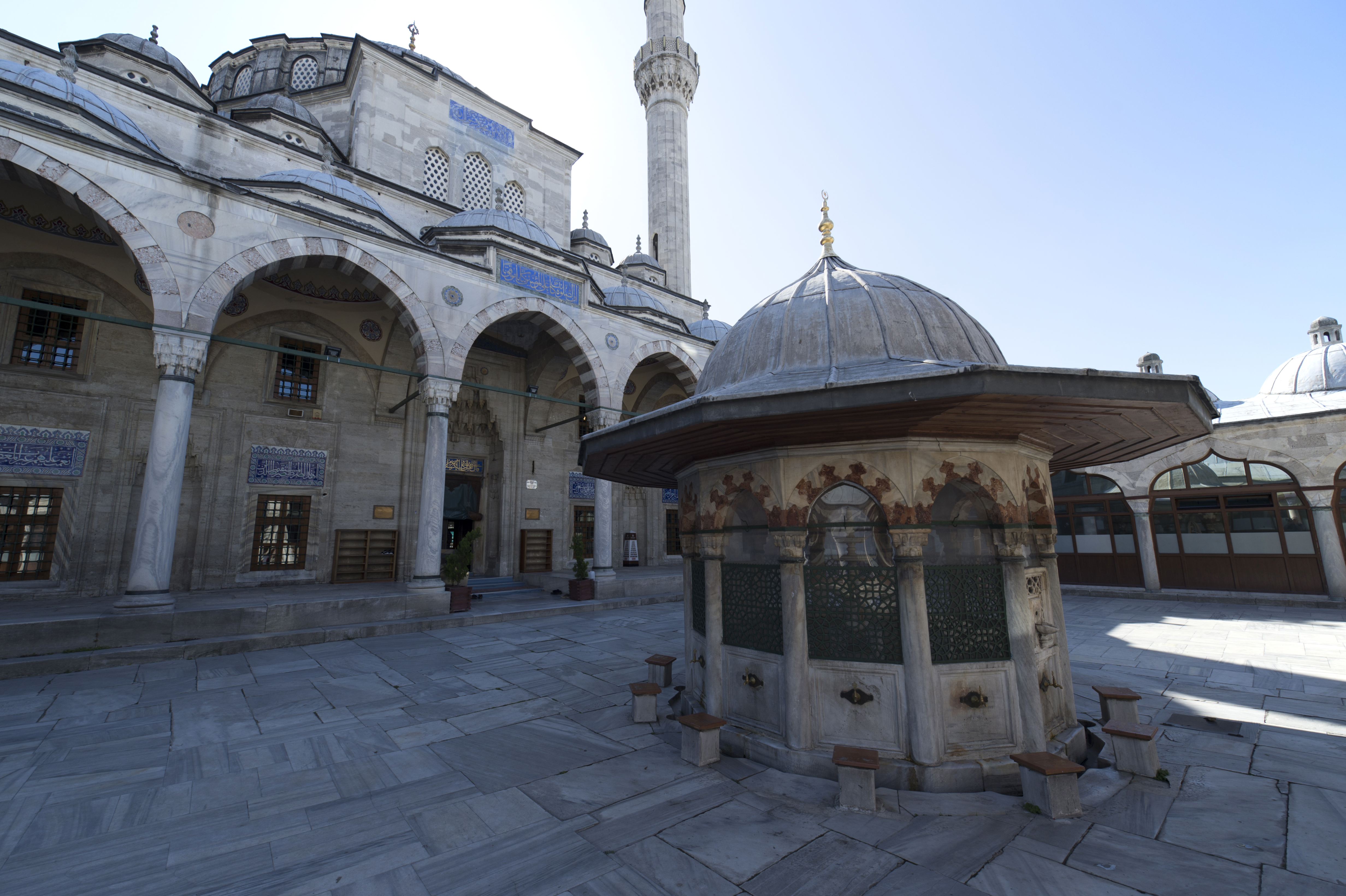
Innenhof der Sokollu-Mehmed-Pascha-Moschee, einer frommen Stiftung von İsmihan Sultan

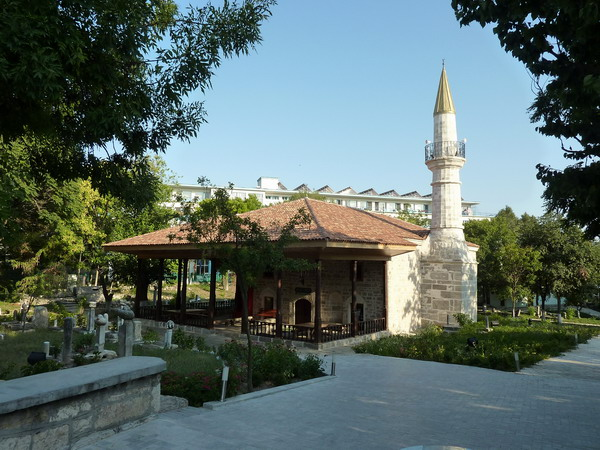
Esmahan-Sultan-Moschee in Mangalia, heutiges Rumänien

İsmihan Sultan (geb. ca. 1545 in Manisa; gest. 7. August 1585 in Istanbul) war eine osmanische Prinzessin.

## Leben
İsmihan war die Tochter Sultan Selims II. (reg. 1566–1574) und der Nurbanu Sultan sowie die Schwester Sultan Murads III. 1562 heiratete sie den osmanischen Großwesir Sokollu Mehmed Pascha, nach dessen Tod den Gouverneur von Buda, Kalaylıkoz Ali Pascha. Der Brauch, Töchter des herrschenden Sultans mit hochrangigen Staatsbeamten zu verheiraten, war schon unter den Sultanen Bayezid II. (reg. 1485–1512) und Selim I. (reg. 1512–1520) aufgekommen. Seit Süleyman I. (reg. 1520–1566) wurde es üblich, den jeweiligen Großwesir mit einer Tochter des Sultans zu verheiraten. Als Schwiegersöhne des Sultans (damad) sollten hohe Beamte persönlich an die Dynastie gebunden werden. İsmihan starb am 7. August 1585 und wurde im Mausoleum ihres Vaters Selim II. bei der Hagia Sophia beigesetzt.

## Stiftungen
Bekannt ist sie – gemeinsam mit ihrem ersten Gemahl – als Stifterin der Sokollu-Mehmed-Pascha-Moschee in Istanbul sowie der Esmahan-Sultan-Moschee von Mangalia, der ältesten Moschee im heutigen Rumänien.